# Drevsjön (Drevs socken, Småland)
Drevsjön är en sjö i Växjö kommun i Småland och ingår i Mörrumsåns huvudavrinningsområde. Sjön har en area på 0,982 kvadratkilometer och ligger 178 meter över havet. Sjön avvattnas av vattendraget Mörrumsån (Åbyån). Vid provfiske har bland annat abborre, braxen, gädda och löja fångats i sjön.

## Delavrinningsområde
Drevsjön ingår i det delavrinningsområde (632759-144795) som SMHI kallar för Utloppet av Drevsjön. Medelhöjden är 198 meter över havet och ytan är 28,65 kvadratkilometer. Räknas de 22 avrinningsområdena uppströms in blir den ackumulerade arean 544,06 kvadratkilometer. Avrinningsområdets utflöde Mörrumsån (Åbyån) mynnar i havet. Avrinningsområdet består mestadels av skog (68 procent) och sankmarker (10 procent). Avrinningsområdet har 1,12 kvadratkilometer vattenytor vilket ger det en sjöprocent på 3,9 procent.

## Fisk
Vid provfiske har följande fisk fångats i sjön:
- Abborre
- Braxen
- Gädda
- Löja
- Mört
- Sutare